# Бастон, Масео
Масео Бастон (англ. Maceo Baston; род. 29 мая 1976, Корсикана, Техас) — американский профессиональный баскетболист. Провёл четыре сезона в командах НБА «Торонто Рэпторс» и «Индиана Пэйсерс», но основного успеха в карьере добился с израильским клубом «Маккаби (Тель-Авив)». В составе «Маккаби» Бастон дважды выигрывал Евролигу и трижды становился чемпионом Израиля и обладателем Кубка Израиля.

## Биография
В детстве Масео Бастон увлекался американским футболом, играя в школьных соревнованиях на позиции квотербека, но, достигнув к седьмому классу роста в 190 см, переключился на баскетбол. Набрав за весь свой первый сезон одно очко, в восьмом классе он уже в среднем забрасывал по 18 очков за игру. По окончании школы он поступил в Мичиганский университет, где провёл четыре года, набирая в составе сборной университета в среднем по 10,7 очка и 6,6 подбора за игру.
Несмотря на то, что Бастон был выбран в драфте 1998 года клубом «Чикаго Буллз» (под общим 58-м номером), за эту команду он так и не сыграл. Вместо этого он провёл два сезона в клубе КБА «Куод Сити Тандер». В 2000 году Бастон был признан лучшим защитником КБА и включён в стартовую пятёрку сборной лиги в матче всех звёзд КБА. Однако этот сезон окончился для него досрочно — в марте, после перелома ноги. В отсутствие Бастона и MVP лиги Джеффа Макинниса «Тандер» потерпел поражение уже в первом круге плей-офф КБА.
В 2000—2003 годах Бастон играл в Европе, сначала за итальянский клуб «Монтекатини», где набирал в среднем больше чем по 20 очков и 8 подборов за игру, а затем за испанский «Ховентут». В первый сезон в бадалонском клубе Бастон приносил команде почти по 16 очков и по 6,6 подбора за игру и вместе с ней попал на следующий год в Кубок Европы УЛЕБ, где сыграл девять матчей. В феврале 2003 года с ним заключил контракт клуб НБА «Торонто Рэпторс», где он заменил травмированного Нейта Хаффмана. За остаток сезона Бастон провёл за «Рэпторс» 16 игр, принося клубу в среднем по 2,2 очка и 1,4 подбора за игру. Более успешно он выступал в летнем лагере «Рэпторс», но в итоге на следующий год перешёл в израильскую команду «Маккаби» (Тель-Авив).
За три года с «Маккаби» Бастон трижды завоёвывал звание чемпиона Израиля и столько же раз Кубок Израиля. В свои первые два сезона с командой он дважды выиграл Евролигу — самый престижный европейский клубный турнир, — а в третий год дошёл в ней до финальной игры. В 2006 году он принял предложение от клуба НБА «Индиана Пэйсерс» — двухлетний контракт на сумму в 1,8 млн долларов с опцией продления на второй год по желанию игрока. Сообщалось, что «Маккаби» был готов предложить Бастону, заработавшему за три года репутацию одного из лучших тяжёлых форвардов Европы, более выгодные условия, но тот предпочёл вторично попробовать счастья в НБА, присоединившись в «Индиане» к перешедшему из «Маккаби» за год до него Шарунасу Ясикявичюсу.
В НБА Бастон провёл два сезона в «Пэйсерс», разделённые ещё одним годом в «Рэпторс». За 105 игр в четырёх сезонах в НБА он в среднем набирал по 2,7 очка и 1,7 подбора за матч. Его карьера в НБА окончилась подписанием в 2009 году необязательного контракта с «Детройт Пистонс», которые в октябре того же года предпочли отказаться от его услуг после того, как стареющий форвард в пяти предсезонных матчах в среднем проводил на площадке по 3,5 минуты, набирая меньше одного очка и одного подбора за игру. После этого в марте 2010 года Бастона пригласил киевский «Будивельник», но уже через полторы недели стало ясно, что его форма не подходит для участия в решающих играх национального первенства, и контракт был расторгнут. В начале следующего сезона новый договор был заключён с испанским клубом «Обрадойро», но и там Бастон не задержался, разорвав контракт уже через месяц. Последней в игровой карьере Бастона стала израильская команда «Бней ха-Шарон», где он провёл два месяца — с конца ноября 2010 по конец января 2011 года. Покинув клуб «по семейным обстоятельствам», Бастон завершил выступления.
После завершения игровой карьеры Бастон открыл в городе Ройал-Оук (Мичиган) кондитерскую Taste Love Cupcakes. Всего через пять месяцев после открытия Taste Love Cupcakes приняли участие в национальном кулинарном телешоу, что способствовало росту их популярности. Бастон также тренирует молодых баскетболистов на общественных началах. Его сын Масео-младший также намерен сделать баскетбольную карьеру.

## Статистика

### Статистика в НБА
| Сезон                                                                                    | Команда | Регулярный сезон | Регулярный сезон | Регулярный сезон | Регулярный сезон | Регулярный сезон | Регулярный сезон | Регулярный сезон | Регулярный сезон | Регулярный сезон | Регулярный сезон | Регулярный сезон | Серия плей-офф | Серия плей-офф | Серия плей-офф | Серия плей-офф | Серия плей-офф | Серия плей-офф | Серия плей-офф | Серия плей-офф | Серия плей-офф | Серия плей-офф | Серия плей-офф |
| Сезон                                                                                    | Команда | GP               | GS               | MPG              | FG%              | 3P%              | FT%              | RPG              | APG              | SPG              | BPG              | PPG              | GP             | GS             | MPG            | FG%            | 3P%            | FT%            | RPG            | APG            | SPG            | BPG            | PPG            |
| ---------------------------------------------------------------------------------------- | ------- | ---------------- | ---------------- | ---------------- | ---------------- | ---------------- | ---------------- | ---------------- | ---------------- | ---------------- | ---------------- | ---------------- | -------------- | -------------- | -------------- | -------------- | -------------- | -------------- | -------------- | -------------- | -------------- | -------------- | -------------- |
| 2002/03                                                                                  | Торонто | 16               | 0                | 6,6              | 60,0             | -                | 83,3             | 1,4              | 0,0              | 0,3              | 0,7              | 2,5              | Не участвовал  | Не участвовал  | Не участвовал  | Не участвовал  | Не участвовал  | Не участвовал  | Не участвовал  | Не участвовал  | Не участвовал  | Не участвовал  | Не участвовал  |
| 2006/07                                                                                  | Индиана | 47               | 2                | 8,6              | 64,5             | 42,9             | 78,7             | 1,6              | 0,3              | 0,3              | 0,4              | 2,9              | Не участвовал  | Не участвовал  | Не участвовал  | Не участвовал  | Не участвовал  | Не участвовал  | Не участвовал  | Не участвовал  | Не участвовал  | Не участвовал  | Не участвовал  |
| 2007/08                                                                                  | Торонто | 15               | 2                | 6,9              | 68,0             | -                | 70,0             | 1,7              | 0,2              | 0,1              | 0,3              | 2,7              | 1              | 0              | 0,6            | -              | -              | -              | 0,0            | 0,0            | 1,0            | 0,0            | 0,0            |
| 2008/09                                                                                  | Индиана | 27               | 0                | 8,0              | 54,3             | 0,0              | 63,0             | 1,9              | 0,3              | 0,2              | 0,4              | 2,5              | Не участвовал  | Не участвовал  | Не участвовал  | Не участвовал  | Не участвовал  | Не участвовал  | Не участвовал  | Не участвовал  | Не участвовал  | Не участвовал  | Не участвовал  |
|                                                                                          | Всего   | 105              | 4                | 7,9              | 61,6             | 37,5             | 74,0             | 1,7              | 0,2              | 0,2              | 0,4              | 2,7              | 1              | 0              | 0,6            | -              | -              | -              | 0,0            | 0,0            | 1,0            | 0,0            | 0,0            |
| Наведите курсор мыши на аббревиатуры в заголовке таблицы, чтобы прочесть их расшифровку. |         |                  |                  |                  |                  |                  |                  |                  |                  |                  |                  |                  |                |                |                |                |                |                |                |                |                |                |                |

### Статистика в других лигах
| Сезон | Команда             | Лига         | GP | GS | MPG  | FG%  | 3P%  | FT%  | RPG | APG | SPG | BPG | PFL | TOV | PPG  |
| --- | ------------------- | ------------ | -- | -- | ---- | ---- | ---- | ---- | --- | --- | --- | --- | --- | --- | ---- |
| 2002/03 | Ховентут            | Кубок Европы | 9  | 9  | 28,5 | 65,4 | 0,0  | 76,5 | 6,7 | 0,9 | 1,9 | 2,1 | 3,4 | 2,3 | 16,1 |
| 2003/04 | Маккаби (Тель-Авив) | Евролига     | 21 | 21 | 23,8 | 62,5 | -    | 59,3 | 8,1 | 0,9 | 1,3 | 1,4 | 3,4 | 2,5 | 12,3 |
| 2004/05 | Маккаби (Тель-Авив) | Евролига     | 24 | 22 | 23,6 | 68,2 | -    | 62,2 | 5,6 | 0,6 | 1,4 | 1,5 | 3,5 | 1,4 | 14,6 |
| 2005/06 | Маккаби (Тель-Авив) | Евролига     | 25 | 23 | 24,3 | 63,2 | 57,1 | 67,0 | 6,0 | 0,6 | 0,8 | 1,3 | 3,2 | 2,2 | 12,8 |
| Всего | Всего               | Всего        | 79 | 75 | 24,5 | 64,8 | 44,4 | 64,9 | 6,5 | 0,7 | 1,2 | 1,5 | 3,4 | 2,0 | 13,6 |
| В Евролиге | В Евролиге          | В Евролиге   | 70 | 66 | 23,9 | 64,7 | 57,1 | 63,1 | 6,5 | 0,7 | 1,1 | 1,4 | 3,4 | 2,0 | 13,3 |
| Наведите курсор мыши на аббревиатуры в заголовке таблицы, чтобы прочесть их расшифровку Статистика приведена с сайта basketball.realgm.com |                     |              |    |    |      |      |      |      |     |     |     |     |     |     |      |